# Ravenea
Genre
Classification phylogénétique
Ravenea est un genre de la famille des Arecaceae  (Palmiers) comprenant 22 espèces toutes endémiques des îles Madagascar et Comores.

## Description
Ce sont des palmiers de taille petite à grande, avec des stipes solitaires, robustes et de couleur grise. La base du tronc est large puis le diamètre décroit au fur et à mesure qu'on se rapproche du sommet de l'arbre. Les espèces ont des tailles très variables. Ravenea hildebrandtii et Ravenea nana atteignent environ 4 mètres, tandis que Ravenea robustior et Ravenea sambiranensis atteignent près de 30 mètres.
Les feuilles sont pennées et mesurent de 2 à 5 mètres de long. Elles sont droites au départ puis deviennent progressivement arquées et se dédoublent en arrivant près du sommet. De minces segments, très nombreux, composent les feuilles.
L'inflorescence est courte, et prend naissance entre les feuilles. Le fruit est une drupe rouge.

## Classification
- Sous-famille des Ceroxyloideae
  - Tribu des Ceroxyleae.

Ce genre partage sa tribu avec les genres suivant : Ceroxylon,  Juania et Oraniopsis  .

## Espèces
- Ravenea albicans (Jum.) Beentje
- Ravenea beentjei	Rakotoarin. & J.Dransf.
- Ravenea cycadifolia	J.Dransf.
- Ravenea declivium	J.Dransf. & Rakotoarin.
- Ravenea delicatula	Rakotoarin.
- Ravenea dransfieldii Beentje
- Ravenea glauca Jum. & H.Perrier
- Ravenea hildebrandtii H.Wendl. ex Bouché
- Ravenea hypoleuca	Rakotoarin. & J.Dransf.
- Ravenea julietiae Beentje
- Ravenea krociana Beentje
- Ravenea lakatra (Jum.) Beentje
- Ravenea latisecta Jum.
- Ravenea louvelii Beentje
- Ravenea madagascariensis Becc.
- Ravenea moorei J.Dransf. & N.W.Uhl
- Ravenea musicalis Beentje
- Ravenea nana Beentje
- Ravenea rivularis Jum. & H.Perrier
- Ravenea robustior Jum. & H.Perrier
- Ravenea sambiranensis Jum. & H.Perrier
- Ravenea xerophila Jum.

Quelques espèces sont en danger d'extinction. Ravenea moorei est ainsi en danger critique d'extinction avec seulement deux spécimens connus ayant pu être observés pour la dernière fois en 1993. Il n'existe plus que 25 spécimens de Ravenea louvelii connus à ce jour.

## Culture et usages
Ravenea rivularis est fréquemment cultivé dans les régions subtropicales. L'espèce s'adapte bien aux différentes conditions de culture. C'est un palmier très grand, avec une large couronne désordonnée. Il a des feuilles symétriques et développe un tronc ayant une large base. C'est un palmier qui préfère une exposition humide et ensoleillée pour se développer rapidement. Il tolère différents types de sol. Les graines germent en deux ou trois mois.